# Państwowa Wyższa Szkoła Zawodowa w Sulechowie
Państwowa Wyższa Szkoła Zawodowa w Sulechowie – publiczna uczelnia zawodowa, utworzona na mocy rozporządzenia Rady Ministrów z dnia 12 sierpnia 1998 w sprawie utworzenia Wyższej Szkoły Zawodowej Administracji Publicznej w Sulechowie (Dz. U. Nr 107, poz. 670, zm. wyn. z Dz.U. z 1999 r. nr 94, poz. 1094) pod nazwą Wyższa Szkoła Zawodowa Administracji Publicznej w Sulechowie i działająca od 1 września 1998 roku. Na podstawie rozporządzenia Ministra Edukacji Narodowej z dnia 25 września 2001 roku w sprawie przekształceń w Wyższej Szkole Zawodowej Administracji Publicznej w Sulechowie (Dz.U. z 2001 r. nr 118, poz. 1260), od 30 października 2001 uczelnia występuje pod nazwą PWSZ. Z dniem 1 września 2017 roku uczelnia stała się wydziałem zamiejscowym Uniwersytetu Zielonogórskiego.

## Władze Uczelni
- Rektor: prof. dr hab. inż. Marian Miłek
- Prorektor: dr inż. Stanisław Pryputniewicz
- Kanclerz: inż. Stanisław Fontowicz

## Jednostki organizacyjne
- Instytut Administracji i Turystyki
  - Zakład Prawa, Administracji i Ekonomii
  - Zakład Turystyki i Rekreacji
- Instytut Nauk o Żywności i Agrotechniki
  - Zakład Kształtowania Terenów Zieleni
  - Zakład Technologii Żywności i Żywienia Człowieka
- Instytut Politechniczny
  - Zakład Technik Informatycznych
  - Centrum Energetyki Odnawialnej
- Studium Języków Obcych
- Studium Wychowania Fizycznego
- Biblioteka

PWSZ oferowała możliwość kształcenia na sześciu kierunkach studiów pierwszego stopnia (studia licencjackie i inżynierskie).
- Administracja
- Energetyka
- Ochrona dóbr kultury
- Ogrodnictwo
- Technologia żywności i Żywienie człowieka
- Turystyka i Rekreacja

## Dotychczasowi rektorzy
| Osoba                           | Okres pełnienia funkcji          |
| prof. dr hab. inż. Marian Miłek | 1 września 1998–2007 i 2015–2017 |
| dr hab. inż. Wiesław Miczulski  | 2007–2015                        |